# Ptolemaia
Ptolemaia é um gênero de mamíferos extintos do Oligoceno do leste da África. O gênero e a espécie-tipo, P. lyonsi, foram descritas por Henry Fairfield Osborn em 1908, a partir da Formação Jebel Qatrani no Oásis de Faium, Egito. O nome do gênero alude à dinastia ptolemaica da Grécia Antiga, que governou a região egípcia onde o Ptolemaia foi descoberto, enquanto o epíteto lyonsi homenageia Henry George Lyons, então diretor do Serviço Geológico Egípcio. Uma segunda espécie, P. grangeri, foi descrita em 1987 e batizada com o nome do paleontólogo do início do século XX, Walter Willis Granger. Fósseis de P. grangeri também são conhecidos do Quênia.